# Tesserodon granulatum
Tesserodon granulatum là một loài bọ cánh cứng trong họ Bọ hung (Scarabaeidae).